# Концерти на Зидићу
Концерти на Зидићу су серијал музичких наступа који се одржавају у летњем периоду на Платоу Милана Младеновића, испред главног улаза у зграду Дома омладине Београда. Организатор ових концерата је управо Дом омладине Београда, а нагласак ставља на представљање младих и недовољно афирмисаних извођача различитих жанрова. Први наступ из овог серијала приређен је 22. јуна 2013. године.
Крајем децембра 2022. по први пут је уприличен и посебан новогодишњи програм овог серијала.

## Лето 2013.
У првој сезони концерти су се током јуна и јула одржавали петком од 20:00. Од почетка августа уведен је и додатни термин суботом од 20:00.
| - 22. јун — Радиоактив - 29. јун — - 5. јул — - 12. јул — - 19. јул — - 26. јул — Хетем - 2. август — - 3. август — Маја и Саша Сакс - 9. август — - 10. август — ВИС Звери - 16. август — | - 17. август — Ха дурови - 23. август — Бас и стега - 24. август — - 30. август — Мњење - 31. август — - 6. септембар — - 7. септембар — Влада Џет бенд - 13. септембар — Лорна Винг - 14. септембар — Аб Ре - 20. септембар — Ти - 21. септембар — Кришке |

## Лето 2014.
У другој сезони концерти су се одржавали петком и суботом од 20:00.
| - 22. јун — (ванредни термин) - 4. јул — Чернобилска деца, Гмазз, Контраудар - 5. јул — Казна за уши - 11. јул — - 12. јул — - 18. јул — - 19. јул — Телепорт - 25. јул — Вране камене - 26. јул — - 1. август — 33.10.3402. - 2. август — - 8. август — Дингоспо Дали | - 9. август — Сан дебелих жена - 12. август — Марко Станковић & Стерео (ванредни термин) - 15. август — Проја - 16. август — - 22. август — - 23. август — Евакуациони излаз - 29. август — - 30. август — - 5. септембар — Визељ - 6. септембар — Хути ота тре - 12. септембар — |

## Лето 2015.
У трећој сезони концерти су се одржавали петком и суботом од 20:00.
| - 20. јун — - 26. јун — - 27. јун — Ућути пас - 3. јул — Џ!Џ! - 4. јул — - 10. јул — - 11. јул — - 17. јул — ЖенеКесе - 18. јул — - 24. јул — - 25. јул — - 31. јул — Кристали - 1. август — ЏеЗЗва - 7. август — | - 8. август — - 14. август — Креативни неред - 15. август — Посно прасе - 21. август — - 22. август — Лорна Винг - 28. август — Булевар водених мозаика - 29. август — Храбри кројач - 4. септембар — ИОУЕА - 5. септембар — - 11. септембар — Шајзербитерлемон - 12. септембар — - 18. септембар — Баобаб - 19. септембар — Раскид13 |

## Лето 2016.
У четвртој сезони концерти су се одржавали петком и суботом од 20:00.
| - 18. јун — - 21. јун — Незапослена гамад (ванредни термин) - 24. јун — Пси - 25. јун — - 1. јул — Ирвас - 2. јул — - 8. јул — Синк - 9. јул — Плишани малишан - 15. јул — Инфинитив - 16. јул — Организам - 22. јул — Милан Кораћ трио - 23. јул — Бесне глисте | - 29. јул — Гуњ - 30. јул — ШКМ банда - 5. август — - 6. август — Њушкачи јабука - 12. август — Кезз - 13. август — - 19. август — Игралом - 20. август — Пајперов смијех - 26. август — Љубичице - 27. август — Буч Кесиди - 2. септембар — - 3. септембар — Визељ |

## Лето 2017.
У петој сезони су одржана само четири концерта. Разлог раног завршетка сезоне били су радови на реконструкцији Платоа Милана Младеновића.
- 21. јун — ВИС Небоград [100]
- 23. јун — Шајзербитерлемон [101]
- 24. јун —  [102]
- 30. јун — Микрокозма [103]

## Лето 2018.
У шестој сезони концерти су се одржавали суботом од 20:00.
| - 21. јун — Туристи (ванредни термин) - 23. јун — ДФхор - 30. јун — Јоханбрауер - 7. јул — Филип Сокач квартет - 14. јул — - 21. јул — | - 28. јул — - 4. август — Харлекин - 11. август — - 18. август — - 25. август — Октатоник - 1. септембар — Клотљуди |

## Лето 2019.
У седмој сезони концерти су се одржавали суботом од 20:00.
| - 21. јун — Инспектор (Ватра) (ванредни термин) - 22. јун — Петер Цирбс - 29. јун — - 6. јул — Клотљуди - 13. јул — - 20. јул — Иван Јегдић | - 27. јул — Кени није мртав - 3. август — Бас и стега - 10. август — - 17. август — - 24. август — Прото тип - 31. август — Драм |

## Лето 2020.
На почетку осме сезоне концерти су се одржавали суботом од 20:00. Међутим, у складу са мерама које су надлежни органи донели у циљу сузбијања пандемије ковида 19, Дом омладине Београда је 8. јула објавио да привремено одлаже све своје програме. Сезона серијала Концерти на Зидићу настављена је тек 28. августа, али од тада су се наступи одржавали у измењеном термину — петком од 20:00.
| - 20. јун — Св. Псета - 27. јун — Газорпазорп - 4. јул — Минстрел - 28. август — - 4. септембар — | - 11. септембар — Визељ - 18. септембар — Зашто Кафка? - 25. септембар — Непријатно ми је - 2. октобар — Петер Цирбс |

## Лето 2021.
У деветој сезони концерти су се одржавали петком од 20:00.
| - 18. јун — Плесно-музички џем Срећа је - 21. јун — (ванредни термин) - 25. јун — Кени није мртав - 2. јул — - 9. јул — Милан Петровић квартет - 16. јул — Бедници - 23. јул — | - 30. јул — Петер Цирбс - 6. август — - 10. август — (ванредни термин) - 13. август — Драм - 20. август — - 27. август — |

## Лето 2022.
У десетој сезони концерти су се одржавали петком од 20:00.
| - 20. јун — Гоблини (ванредни термин, 13:00) - 21. јун — Биг бенд РТС (ванредни термин, 19:00) - 24. јун — 3 - 1. јул — Иван Јовановић квартет - 8. јул — - 15. јул — Три капљице - 22. јул — Сара Џесика Панкер | - 29. јул — Гује из олује - 5. август — - 9. август — ТДМ (ванредни термин) - 12. август — - 19. август — Реља Першић - 26. август — - 2. септембар — Петер Цирбс и Душан Петровић (Шрафцигер) |

## Новогодишњи специјал 2022.
Концерти су се одржавали у дневном термину — од 14:00 до 16:00.
- 29. децембар — Неуспех, Френк Магнолија,
- 30. децембар — Митско биће, Auf Wiedersehen, Круг [1]

## Лето 2023.
У једанаестој сезони концерти су се одржавали петком од 20:00.
| - 21. јун — ДФхор (ванредни термин, 20:00) - 23. јун — - 30. јун — Јасмина Тодоровић - 6. јул — Лудак у развоју (ванредни термин, 20:00) - 7. јул — Зашто Кафка? - 14. јул — Горан Гамп - 21. јул — | - 28. јул — Петер Цирбс и Иван Радивојевић (Цангле) - 4. август — Круз Роуди - 11. август — - 18. август — Милош Зубац - 25. август — Укратко Штеф - 1. септембар — |

## Лето 2024.
У дванаестој сезони концерти су се одржавали петком од 20:00.
| - 21. јун — - 28. јун — С.Т.Р.А.Х. - 5. јул — Глиб - 12. јул — - 19. јул — Афотичка зона - 26. јул — Клот | - 2. август — - 9. август — - 16. август — - 23. август — Раскид13 - 30. август — Мали демон |

## Новогодишњи специјал 2024.
Концерти су се одржавали у дневном термину — од 14:00 до 16:00.
- 28. децембар — Monday Blues Band, Cotton Pickers, Влада Џет бенд [189]

## Лето 2025.
У тринаестој сезони концерти су се одржавали петком од 20:00.
| - 21. јун — Застава 101 и Мунгоси (ванредни термин) - 27. јун — - 4. и 5. јул — Александар Тркуља | - 11. јул — Ирис - 18. јул — Чувари ствари - 25. јул — |